# 11323 Nasu
11323 Nasu è un asteroide della fascia principale. Scoperto nel 1995, presenta un'orbita caratterizzata da un semiasse maggiore pari a 2,5953392 UA e da un'eccentricità di 0,1734240, inclinata di 15,62305° rispetto all'eclittica.